# SS Antilles
El SS Antilles fue un transatlántico construido para la Compagnie Générale Transatlantique, era muy parecido al SS Flandre de 1952. Su construcción se completó y su viaje inaugural se realizó en 1953. Se diferenciaba de su hermano principalmente porque estaba pintada de blanco. Fue incluida en el servicio de cruceros de las Indias Occidentales en la década de 1960.

## Hundimiento
La carrera de servicio activo del Antilles fue mucho más corto que el de su hermano. El 8 de enero de 1971, chocó contra un arrecife cerca de la isla de Mustique en las Granadinas mientras intentaba navegar por la bahía de Lansecoy, una bahía poco profunda y llena de arrecifes en el lado norte de Mustique. Aún no se sabe por qué el capitán del Antilles decidió navegar hacia el estrecho poco profundo. Pero al golpear las rocas, el impacto rompió un tanque de combustible y se incendió. Todos sus pasajeros y tripulación evacuaron el barco de manera segura a la isla de Mustique y fueron rescatados por el Queen Elizabeth 2 de la Cunard Line.
El casco quemado no pudo ser liberado del arrecife, por lo que el barco permaneció allí durante varios meses, hasta que finalmente se partió por la mitad. Muchos años más tarde sería parcialmente desguazado en el lugar y trasladado sólo unos cientos de metros hasta su lugar de descanso final en el canal frente a la bahía de Lansecoy.
El lugar del naufragio está sumergido frente a Mustique y apenas es visible en Google Earth a 12°54′04″N 061°10′44″W ; el mástil sobresale del agua durante la marea baja. Aunque el barco naufragó en un arrecife, llegar al lugar es peligroso debido a las mareas que se forman en la zona.

## En la cultura popular
- Flandre o Antilles aparecieron en imágenes de archivo en un episodio de televisión de la serie Perry Mason en 1964 "Nautical Knot", ambientado cerca de Acapulco, México. Las escenas a bordo se rodaron en un estudio. El igualmente popular SS Arcadia de P&O también aparece en el episodio.